# SoHo
SoHo – jedna z dzielnic Manhattanu. Nazwa SoHo pochodzi od miejsca jej położenia South of Houston Street. Za jej granice w przybliżeniu można uznać: Houston Street na północy, Bowery od wschodu, Canal Street na południu i Sixth Avenue od zachodu.

## Historia
Pierwszymi mieszkańcami tego obszaru byli holenderscy imigranci, którzy od roku 1785 zaczęli budować pierwsze domy na bagiennych obszarach dzisiejszego SoHo. W latach 1800–1850 zamożniejsi mieszkańcy Manhattanu przenosili się do nowej dzielnicy, a wraz z nimi przeróżne instytucje usługowe i handlowe. Zaczęły powstawać pierwsze hotele, teatry, eleganckie sklepy i restauracje, budowano nowe, okazałe kamienice.
Dzisiejszego wyglądu dzielnica nabrała w latach 1850–1890, gdy miejscowa ludność przeniosła się do północnego Manhattanu, a w SoHo powstały fabryki i magazyny. Dzielnica stała się slumsem zamieszkiwanym przez wyzyskiwanych pracowników fabryk. Gdy w latach 60. XX wieku zreformowano prawo pracy, fabryki zaczęły upadać, a dzielnica pustoszeć.
W latach 60. i 70. XX wieku opuszczone pomieszczenia fabryk i magazynów zaczęli kupować i przekształcać na mieszkalne strychy oraz pracownie artyści. Powstałe na dużych powierzchniach początkowo prowizoryczne lofty zmodernizowano w latach 70. i 80. Obecnie mieszkania te należą do najdroższych w Nowym Jorku. Od lat 80. SoHo przeszło kilkakrotnie proces gentryfikacji. Nowa generacja artystów i intelektualistów, wnosząc nowy kapitał, podniosła poziom socjalno-ekonomiczny dzielnicy i utworzyła wyjątkową atmosferę.

## Architektura

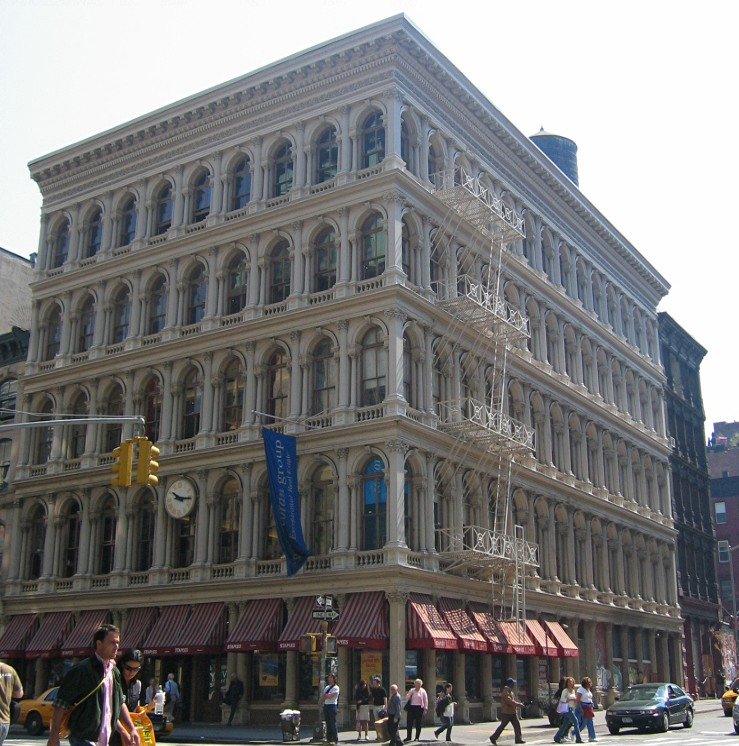
Cast-iron building w SoHo

Centralną częścią SoHo jest Cast-Iron Historic District. Typowe dla okresu lat 1840–1890 żeliwne budynki (ang. cast-iron buildings) mają status zabytków.
Typowe dla tych budynków są zdobienia odlewane z żeliwa. W tamtych czasach odlewanie zdobień było prostsze, szybsze i tańsze, niż wykonywanie ich z kamienia. Były poza tym atrakcyjne ze względu na możliwość lakierowania ich w dowolnych kolorach. Z czasem coraz większe części fasad odlewane były z żeliwa, co skracało czas budowy, umożliwiało montaż dużych okien i pozwalało na nadawanie budynkom indywidualnego stylu.
U szczytu rozkwitu tego stylu architektonicznego panowało przekonanie, że żeliwne fasady są stabilniejsze i wytrwalsze w przypadku pożaru, przez co stawiano je też często jako fronty drewnianych budynków. Z czasem okazało się jednak, że żeliwo, podobnie jak stal, ulega deformacji pod wpływem ciepła, a nagrzane przy kontakcie z wodą pęka.
Obecnie około 250 żeliwnych budynków znajduje się na Manhattanie, większość z nich w dzielnicy SoHo.

## Kultura i sztuka
W latach 60. SoHo było dzielnicą awangardowych artystów, jedną z ważniejszych postaci tego okresu był George Maciunas, twórca Fluxusu. W podupadłych budynkach fabrycznych organizowane były wieczory poezji, happeningi i performance.
W latach 70. SoHo stało się centrum awangardowego jazzu. Znani muzycy występowali za niewielkie gaże w nowo powstałych klubach. Pod koniec lat 70. doszło do komercjalizacji klubów, co przyczyniło się do wymierania sztuki awangardowej w SoHo.
W międzyczasie SoHo stało się atrakcyjną dzielnicą mieszkalną zamożnych nowojorczyków i ulubionym celem turystycznym. Pomimo to nadal znajduje się tu wiele galerii sztuki awangardowej i antykwariatów. W SoHo rezyduje również jedno z najbardziej uznanych muzeów sztuki nowoczesnej – New Museum of Contemporary Art.
Dzielnicę wpisano do National Register of Historic Places w dniu 29 czerwca 1978 roku pod numerem #78001883.